# Urubu-de-cabeça-amarela
Urubu-de-cabeça-amarela ou urubu-menor-de-cabeça-amarela (Cathartes burrovianus) é uma ave necrófaga da família Cathartidae, que pode ser encontrada no México, na Argentina e no Brasil. É uma ave de porte médio, podendo chegar a até 69 cm de comprimento, podendo pesar entre 950g a 1550g. Tem esse segundo nome em comparação com o urubu-da-mata (Cathartes melambrotus), que é chamado também de urubu-maior-de-cabeça-amarela, por causa de pequenas diferenças, como os lados do pescoço amarelados e plumagem negra com mancha branca na face inferior das asas, visível apenas em voo e uma envergadura de asas um pouco menor do que a do urubu-da-mata. Também é conhecido pelo nome de urubupeba.

## Taxonomia
O urubu-de-cabeça-amarela foi descrito pela primeira vez em 1845 por John Cassin. Às vezes, é reconhecido como tendo duas subespécies. A primeira, Cathartes burrovianus urubutinga, descrita pelo ornitólogo austríaco August von Pelzeln em 1851, é a maior, sendo encontrada da Argentina ao norte da Colômbia, enquanto a subespécie nominal Cathartes burrovianus burrovianus é menor e encontrada do noroeste da América do Sul até a América Central para o México. 
Seu gênero Cathartes significa "purificador" e vem da forma latinizada do grego kathartēs / καθαρτης. O nome comum, abutre, é derivado da palavra latina vulturus, que significa "rasgador" e é uma referência aos seus hábitos alimentares. Já o nome "urubu" tem origem no vocábulo tupi urubu, que passou para o português apenas com leves mudanças na pronúncia.
A localização taxonômica exata do urubu-de-cabeça-amarela e das seis espécies restantes de abutres do Novo Mundo permanece obscura. Embora sejam semelhantes na aparência e tenham papéis ecológicos semelhantes, os abutres do Novo e do Velho Mundo evoluíram de diferentes ancestrais em diferentes partes do mundo. O quão diferentes os dois são está atualmente em debate, com algumas autoridades sugerindo que os abutres do Novo Mundo são mais intimamente relacionados à espécie Ciconiidae. Mais recentemente, estudiosos mantiveram sua posição geral na ordem Falconiformes, junto com os abutres do Velho Mundo ou os colocam em sua própria ordem, Cathartiformes. O American Ornithologists' Union removeu os abutres do Novo Mundo de Ciconiiformes e os colocou em Incertae sedis, mas observou que uma mudança para Falconiformes ou Cathartiformes é possível. Como outros abutres do Novo Mundo, o urubu-de-cabeça-amarela tem um número cromossômico diploide de 80.

## Descrição

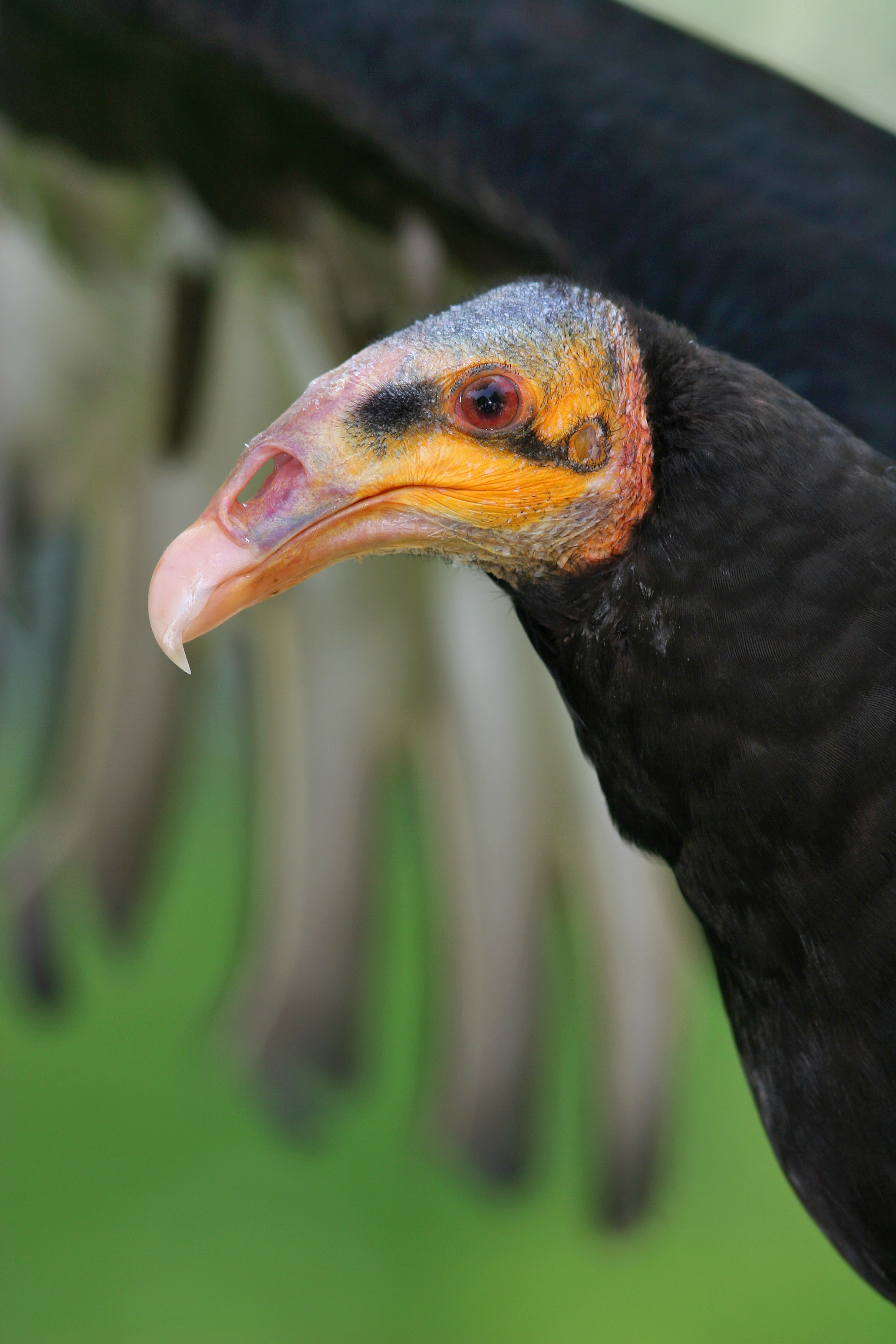
Um urubu-de-cabeça-amarela no Natura Artis Magistra

A espécie tem 53–66 cm de comprimento, envergadura de 150–165 cm e cauda de 19–24 cm. Seu peso varia de 0,95 a 1,55 kg (2,1 a 3,4 lb). Sua plumagem é preta com brilho verde. A garganta e os lados da cabeça não têm penas. A cabeça e o pescoço não têm penas e a pele é amarela, com testa e nuca avermelhadas e uma coroa azul-acinzentada. A íris dos olhos é vermelha, as pernas brancas e o bico da cor da pele. O olho tem uma única fileira incompleta de cílios na pálpebra superior e duas fileiras na pálpebra inferior.
A cauda é arredondada e relativamente curta para um abutre; a ponta da asa fechada se estende além da cauda. Os mais jovens têm plumagem mais marrom, cabeça escura e nuca branca.
O bico é grosso, arredondado e adunco na ponta. Os dedos do pé da frente são longos com pequenas teias em suas bases e não estão adaptados para agarrar. A abertura da narina é longitudinal e as narinas não têm septo. Como todos os abutres do Novo Mundo, não tem siringe e, portanto, é incapaz de fazer qualquer som além de um silvo baixo.
Difere em aparência do urubu-da-mata (C. melambrotus) de várias maneiras. É menor e menos forte do que o urubu-da-mata e tem uma cauda mais curta e fina. A plumagem de C. burrovianus é mais marrom do que a plumagem escura e brilhante de C. melambrotus. As pernas do urubu-da-mata são de cor mais clara e sua cabeça é mais alaranjada do que a cabeça mais amarela do urubu-de-cabeça-amarela. Seu voo também é menos constante do que o do urubu-da-mata.
Além do urubu-da-mata, é semelhante ao urubu-de-cabeça-vermelha (C. aura).

## Distribuição e habitat
Pode ser encontrado na Argentina, Belize, Bolívia, Brasil, Chile, Colômbia, Costa Rica, Equador, El Salvador, Guatemala, Guiana, Guiana Francesa, Honduras, México, Nicarágua, Panamá, Paraguai, Peru, Suriname, Uruguai e Venezuela. Seus habitats naturais são subtropicais ou tropicais sazonalmente úmidos ou pastagens de planície inundadas, pântanos, manguezais, antigas florestas fortemente degradadas. Pode vagar por campos secos e clareiras. Geralmente não é encontrado em regiões de alta altitude.

## Ecologia e comportamento

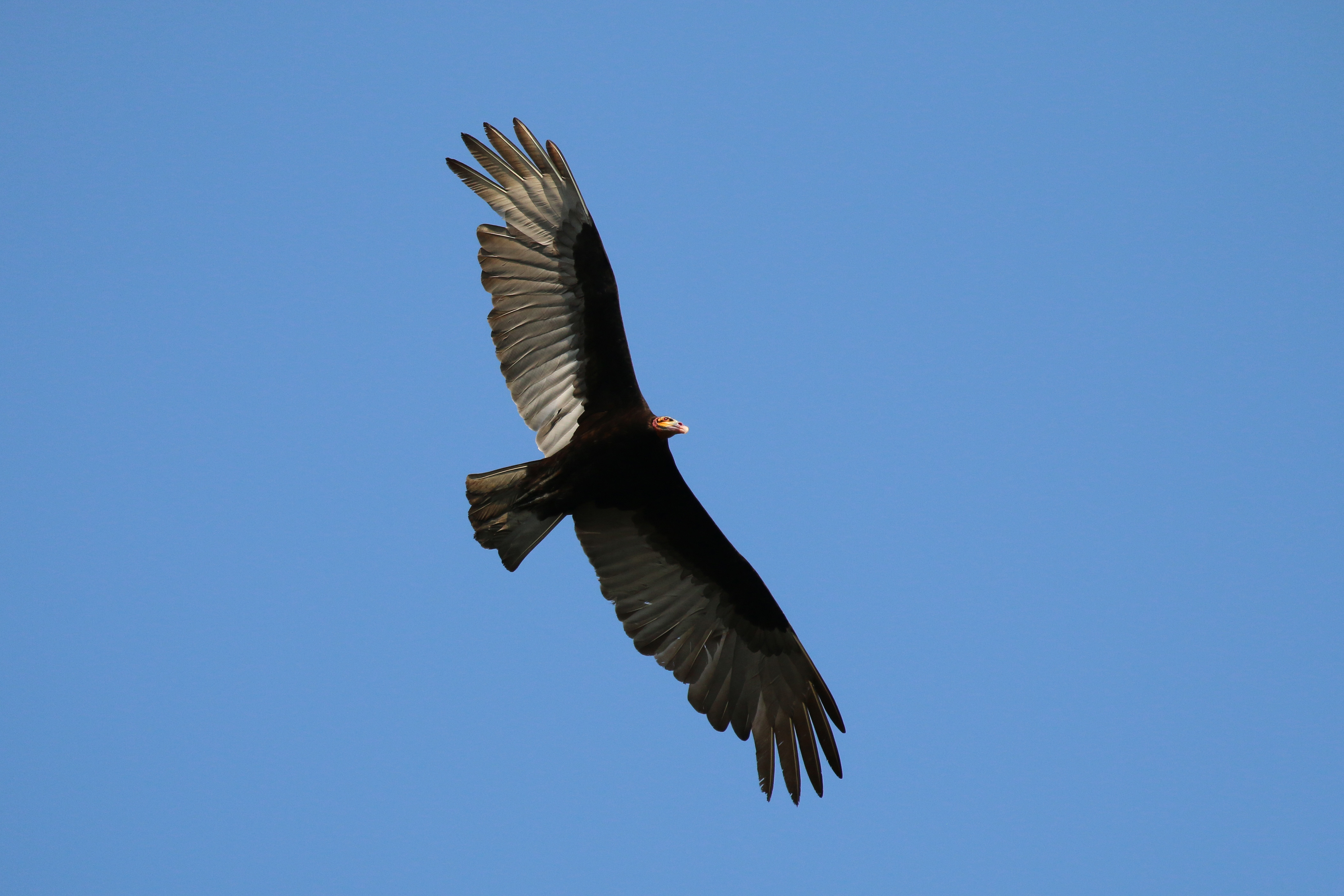
Urubu-de-cabeça-amarela no Pantanal

O urubu-de-cabeça-amarela voa solitariamente, com as asas mantidas em posição diédrica. Desliza a baixa altitude sobre pântanos enquanto localiza alimentos e se empoleira em postes de cerca ou em outros poleiros baixos. Ao voar, viaja sozinho e raramente é encontrado em grupos. Seu voo é um exemplo de voo estático, que usa térmicas para manter a altitude sem a necessidade de bater as asas. Raramente voa alto, preferindo baixas altitudes. Acredita-se que esta ave seja um tanto migratória em resposta às mudanças no nível da água onde vive. Assim como outros abutres do Novo Mundo, tem o hábito incomum  de urinar e defecar nas patas para resfriá-las por evaporação.

### Reprodução

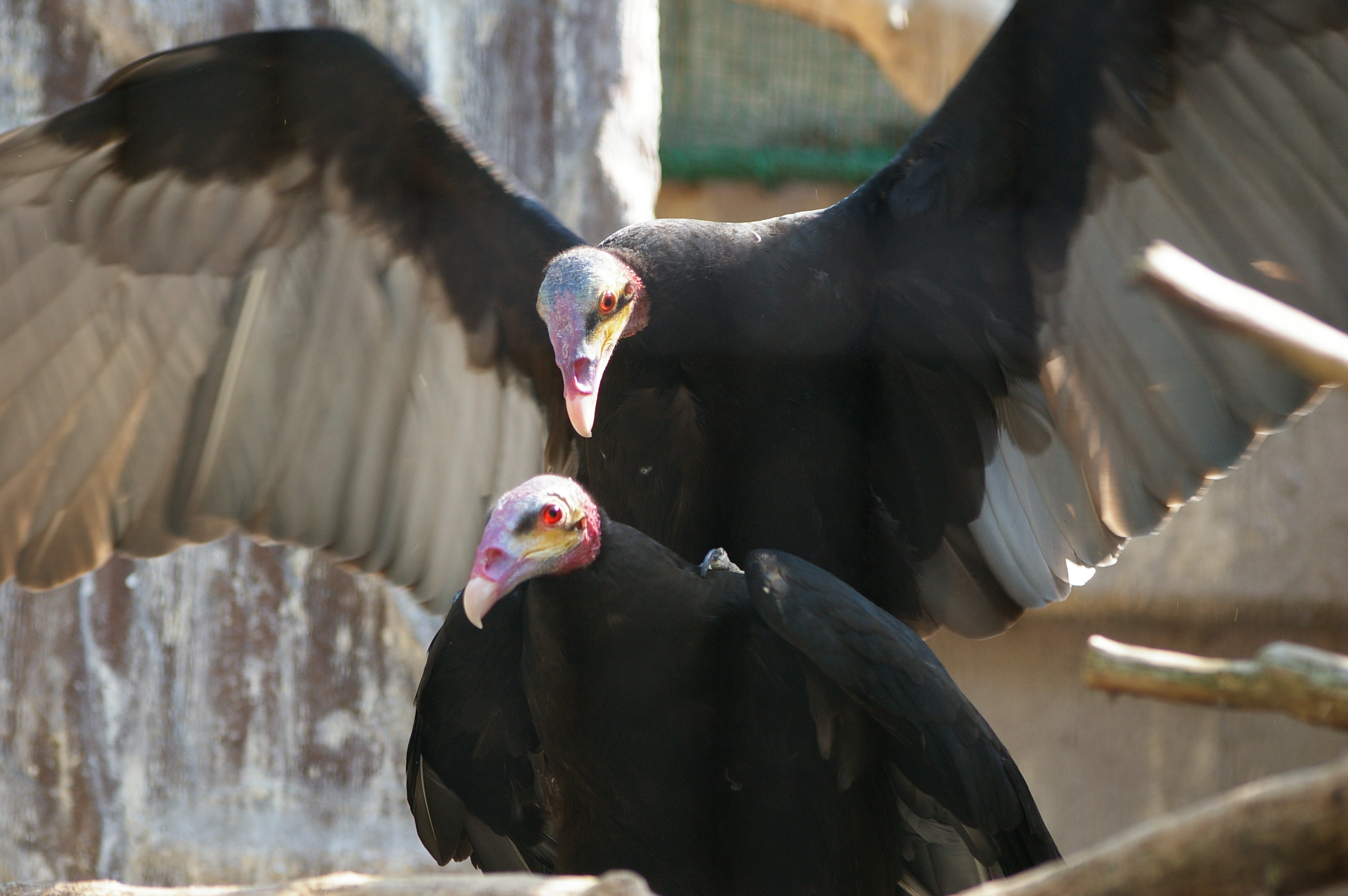
No Zoologico Tennōji, em Osaka

Não constrói ninhos, mas coloca ovos no solo, nas saliências dos penhascos, no chão de cavernas ou no oco de uma árvore. Os ovos são de cor creme e fortemente manchados com manchas marrons e cinzas, principalmente em torno da extremidade maior. Geralmente são postos dois ovos. Os filhotes são altriciais - são cegos, nus e relativamente imóveis após a eclosão. Os filhotes não desenvolvem suas penas de penugem até mais tarde. Os pais alimentam seus filhotes regurgitando comida pré-digerida em seu bico, onde os filhotes a bebem. O filhote empluma-se após dois a três meses.

### Dieta
O urubu-de-cabeça-amarela é um necrófago e subsiste quase inteiramente de carniça. Come animais atropelados ou a carcaça de qualquer animal, mas também é conhecido por caçar, especialmente pequenos animais aquáticos em pântanos. Prefere carne fresca, mas muitas vezes não consegue fazer o primeiro corte na carcaça de um animal maior porque seu bico não é forte o suficiente para rasgar a pele dura. Não se alimentará mais de um pedaço de carniça, uma vez que a carne está em um estado de extrema decomposição, pois fica contaminada com toxinas microbianas. Como outros abutres, desempenha um papel importante em seu ecossistema, eliminando carniça que, de outra forma, seria um terreno fértil para doenças.
A espécie possui visão aguçada para localizar carniça no solo, mas também usa seu olfato, uma habilidade incomum no mundo das aves. Localiza carniça detectando o cheiro de etil mercaptano, um gás produzido no início da decomposição em animais mortos. O lobo olfativo de seu cérebro responsável pelo processamento de cheiros é particularmente grande em comparação com outros animais. Esta característica dos abutres do Novo Mundo tem sido usada por humanos: o etil mercaptano é injetado em dutos, e os engenheiros que procuram vazamentos seguem os abutres forrageiros.
O urubu-rei, que não consegue cheirar carniça, segue os urubus-de-cabeça-amarela até as carcaças, onde o urubu-rei rasga a pele do animal morto. Isso permite que o urubu-de-cabeça-amarela tenha acesso à comida, pois não tem um bico forte o suficiente para rasgar o couro de animais maiores. Este é um exemplo de dependência mútua entre espécies. Geralmente é deslocado das carcaças por urubus-de-cabeça-vermelha e urubus-rei, devido ao seu tamanho maior.

## Conservação
A União Internacional para a Conservação da Natureza (IUCN) a classificou como "espécie pouco preocupante". Tal status foi aferido em decorrência de sua abrangência de 7 800 000 km2 (3 000 000 sq mi) e de sua população, estimada entre 100.000 e 1.000.000. Sua tendência populacional parece ser estável.